# Миджано
Миджа̀но (на италиански: Miggiano, на местен диалект Missànu, Мисану) е малко градче и община в Южна Италия, провинция Лече, регион Пулия. Разположено е на 107 m надморска височина. Населението на общината е 3672 души (към 2011 г.).